# Condor (comics)
Pour les articles homonymes, voir Condor.
Le Condor est un super-vilain dans l'univers Marvel de la maison d'édition américaine Marvel Comics. Le personnage de fiction apparaît pour la première fois dans le comic book Nova #2 de 1976.

## Biographie du personnage
Le Condor est un scientifique alien, de la même race que Red Raven. Lorsqu'il est membre du Terrible Trio, avec Diamondhead et Powerhouse, il affronte Nova / Richard Rider et les Champions de Xandar.
Durant un combat contre le Sphinx, il est transformé en réel condor. Il passe plusieurs années sous cette forme, jusqu'à ce qu'il migre vers l'île de Bird-Brain et les Ani-Mates. Bird-Brain remarque que l'animal est différent d'un réel oiseau et il le transforme en une forme humanoïde. Pour se venger, le Condor attaque Nova, puis part, jugeant leur lutte inutile.
Pourtant, il revint attaquer Nova qui est en compagnie de Red Richards. Il est vite battu et appréhendé par le SHIELD. Red Raven saisit alors l'opportunité de le ramener sur sa planète pour être jugé par un conseil populaire. Il attaque Manhattan avec une escouade, mais est raisonné par Nova.
Le Condor fait partie des premiers criminels à être transférés dans la Prison 42 de la Zone Négative. Quand Blastaar et sa horde attaquent la prison pour y gagner l'accès vers la Terre, il défend la place avec Star-Lord, Jack Flag, et d'autres condamnés.

## Pouvoirs et capacités
Le Condor est un extraterrestre humanoïde ressemblant à un Afro-Américain, et possédant une grande paire d'ailes lui permettant de voler à vitesse réduite. Ses doigts se terminent en serres tranchantes.
Sa transformation a rendu ses muscles bien plus puissants : il peut désormais soulever plusieurs tonnes et ses coups d'ailes génèrent assez d'air pour faire chuter un homme à proximité.
Le Condor est un inventeur de génie, capable de construire des vaisseaux spatiaux, des ordinateurs et des scanners faciaux, des appareils respiratoires spéciaux pour le voyage dans l'espace, et des armes lasers.